# Planay, Savoie
Planay är en kommun i departementet Savoie i regionen Auvergne-Rhône-Alpes i sydöstra Frankrike. Kommunen ligger i kantonen Bozel som tillhör arrondissementet Albertville. År 2022 hade Planay 441 invånare.

## Befolkningsutveckling
Antalet invånare i kommunen Planay
| Referens: INSEE |